# 明尼蘇達山貓

山貓舊球隊識別（1999~2017）

明尼蘇達山貓（英語：Minnesota Lynx）是一支位於美國明尼亞波利斯的WNBA（國家女子籃球聯盟）籃球隊。本球隊與NBA明尼蘇達灰狼的擁有者都為Glen Taylor。

## 歷屆成績
2014-15 球季 總冠軍賽 印地安納狂熱2-3明尼蘇達山貓

## 外部連結
- 官方網站 （页面存档备份，存于）